# Toyota bZ5
Toyota bZ5 (до начала производства — Toyota bZ3C) — электромобиль-кроссовер с купеобразным кузовом, выпускающийся совместным предприятием FAW Toyota с 2024 года.

## Описание
Toyota bZ3C был представлен в апреле 2023 года в виде концепт-кара bZ Sport Crossover Concept. Предсерийная версия была представлена в апреле 2024 года на Пекинском автосалоне наряду с bZ3X. Toyota bZ3C совместно разработан компаниями Toyota, BYD Auto (через BYD Toyota EV Technology (BTET)) и FAW Toyota. После bZ3, это вторая модель, совместно выпускающаяся компаниями BYD и Toyota.
Toyota bZ3C имеет «модный» внешний вид с «парящей» крышей. Отделка салона яркая, нежели у bZ3X.
Технические характеристики модели неизвестны.

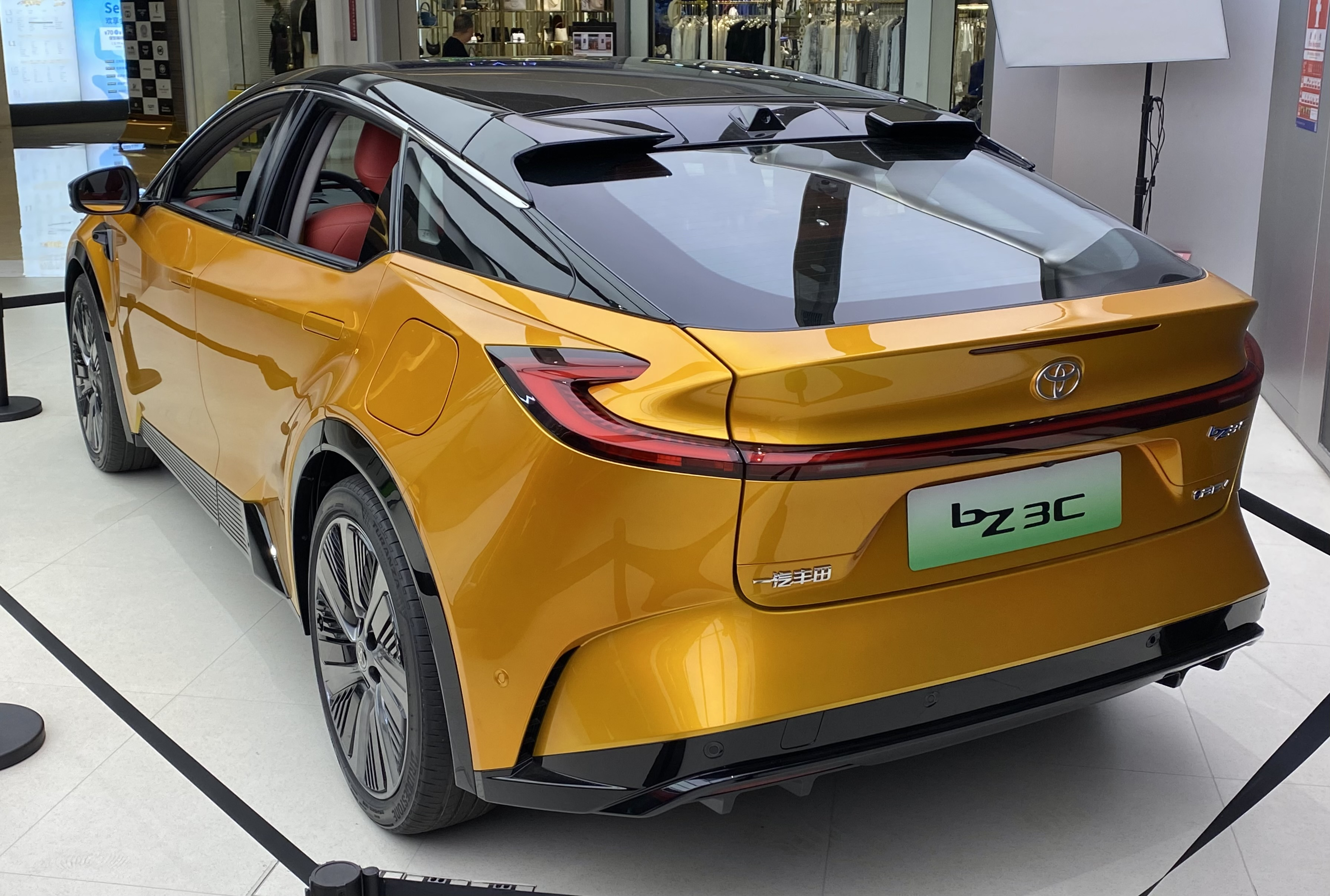
Вид сзади